# A Ulloa
A Ulloa (llamada oficialmente Ulloa) es una aldea española situada en la parroquia de Curbián, del municipio de Palas de Rey, en la provincia de Lugo, Galicia.

## Demografía
| Gráfica de evolución demográfica de A Ulloa entre 2000 y 2020 |
|                                                               |
| Datos según el nomenclátor publicado por el INE.              |